# Вожерка
Вожерка — река в России, протекает по Ярославской области. Исток реки находится менее чем в 1 км к западу от деревни Устимово, течёт на север, затем северо-восток через деревни Чудимово, Демидково, Ворошилки, Колотово, Стряпково. Устье реки находится в 72 км от устья Ухр по левому берегу. Длина реки составляет 27 км. Площадь водосборного бассейна — 139 км².

## Данные водного реестра
По данным государственного водного реестра России относится к Верхневолжскому бассейновому округу, водохозяйственный участок реки — Рыбинское водохранилище до Рыбинского гидроузла и впадающие в него реки, без рек Молога, Суда и Шексна от истока до Шекснинского гидроузла, речной подбассейн реки — Реки бассейна Рыбинского водохранилища. Речной бассейн реки — (Верхняя) Волга до Куйбышевского водохранилища (без бассейна Оки).
Код объекта в государственном водном реестре — 08010200412110000010133.